# Смолянська сільська рада (Куликівський район)
Смо́лянська сільська́ ра́да — адміністративно-територіальна одиниця та орган місцевого самоврядування в Куликівському районі Чернігівської області. Адміністративний центр — село Смолянка.

## Загальні відомості
Смолянська сільська рада утворена у 1919 році.
- Територія ради: 82,17 км²
- Населення ради: 872 особи (станом на 2015 рік), 1 339 осіб (станом на 2001 рік)

## Населені пункти
Сільській раді підпорядковані населені пункти:
- с. Смолянка
- с. Коростень

## Склад ради
Рада складається з 14 депутатів та голови.
- Голова ради: Ткаченко Микола Миколайович
- Секретар ради: Ткаченко Олена Михайлівна

### Керівний склад попередніх скликань
| Прізвище, ім'я, по батькові | Основні відомості                                                 | Дата обрання | Дата звільнення |
| --------------------------- | ----------------------------------------------------------------- | ------------ | --------------- |
| Ткаченко Микола Миколайович | Сільський голова, 1954 року народження, освіта вища, безпартійний | 26.03.2006   | 31.10.2010      |
| Ткаченко Микола Миколайович | Сільський голова, 1954 року народження, освіта вища, безпартійний | 31.10.2010   |                 |

Примітка: таблиця складена за даними сайту Верховної Ради України

### Депутати
За результатами місцевих виборів 2010 року депутатами ради стали:

#### За суб'єктами висування
| Суб'єкт висування            | Кількість обраних депутатів | %    |
| ---------------------------- | --------------------------- | ---- |
| Партія регіонів              | 6                           | 42,9 |
| Самовисування                | 6                           | 42,9 |
| Комуністична партія України  | 1                           | 7,1  |
| Соціалістична партія України | 1                           | 7,1  |

#### За округами
| № округу                     | Прізвище, ім'я, по батькові  | Дата визнання обраним | Освіта  | Партійна приналежність             | Відомості про обраного депутата                         |
| ---------------------------- | ---------------------------- | --------------------- | ------- | ---------------------------------- | ------------------------------------------------------- |
| Комуністична партія України  |                              |                       |         |                                    |                                                         |
| 7                            | Масльонка Ганна Миколаївна   | 02.11.2010            | вища    | член Комуністичної партії України  | пенсіонер                                               |
| Партія регіонів              |                              |                       |         |                                    |                                                         |
| 3                            | Янушкевич Людмила Вікторівна | 02.11.2010            | вища    | член Партії регіонів               | Смолянська загальноосвітня школа I-III ст., вчитель     |
| 5                            | Духно Любов Іванівна         | 02.11.2010            | вища    | член Партії регіонів               | Філія Ощадбанку, касир                                  |
| 8                            | Смаль Надія Іванівна         | 02.11.2010            | вища    | член Партії регіонів               | Смолянська загальноосвітня школа I-III ст., вчитель     |
| 11                           | Ткаченко Леонід Михайлович   | 02.11.2010            | середня | член Партії регіонів               | Смолянська загальноосвітня школа I-III ст., кочегар     |
| 12                           | Янушкевич Микола Миколайович | 02.11.2010            | вища    | член Партії регіонів               | Смолянський будинок культури, директор                  |
| 14                           | Ткаченко Олена Михайлівна    | 02.11.2010            | вища    | член Партії регіонів               | Бібліотека -філія, завідувачка                          |
| Соціалістична партія України |                              |                       |         |                                    |                                                         |
| 6                            | Янушкевич Раїса Віталіївна   | 02.11.2010            | вища    | член Соціалістичної партії України | Смолянське відділення зв'язку, листоноша                |
| Самовисування                |                              |                       |         |                                    |                                                         |
| 1                            | Павленко Сергій Петрович     | 02.11.2010            | середня | позапартійний                      | СТОВ «Смолянка», різноробочий                           |
| 2                            | Бойко Микола Іванович        | 02.11.2010            | вища    | член Української Народної Партії   | Смолянська загальноосвітня школа I-III ст., вчитель     |
| 4                            | Гончар Валентина Іванівна    | 02.11.2010            | середня | позапартійна                       | Куликівський територіальний центр, соціальний працівник |
| 9                            | Топорець Леонід Миколайович  | 02.11.2010            | вища    | член Української Народної Партії   | СТОВ «Смолянка», ветлікар                               |
| 10                           | Махній Ольга Дмитрівна       | 02.11.2010            | вища    | позапартійна                       | пенсіонер                                               |
| 13                           | Красненко Микола Віталійович | 02.11.2010            | середня | позапартійний                      | СТОВ «Смолянка», водій                                  |